# Ocrepeira lurida
Ocrepeira lurida là một loài nhện trong họ Araneidae.
Loài này thuộc chi Ocrepeira. Ocrepeira lurida được Cândido Firmino de Mello-Leitão miêu tả năm 1943.